# トヴェリ
トヴェリ（ロシア語: Тверь; IPA: [tvʲerʲ]）は、ロシア連邦のトヴェリ州の州都。人口は41万6219人（2021年）。ロシア有数の古い歴史を持つ都市。モスクワの北西170 km、モスクワとサンクトペテルブルクを結ぶモスクワ・サンクトペテルブルク鉄道、および高速道路M10が通る。ヴォルガ川とトヴェルツァ川との合流点にある。1931年から1990年までは、革命家ミハイル・カリーニンに因んでカリーニン（Калинин, Kalinin）と呼ばれていた。

## 産業

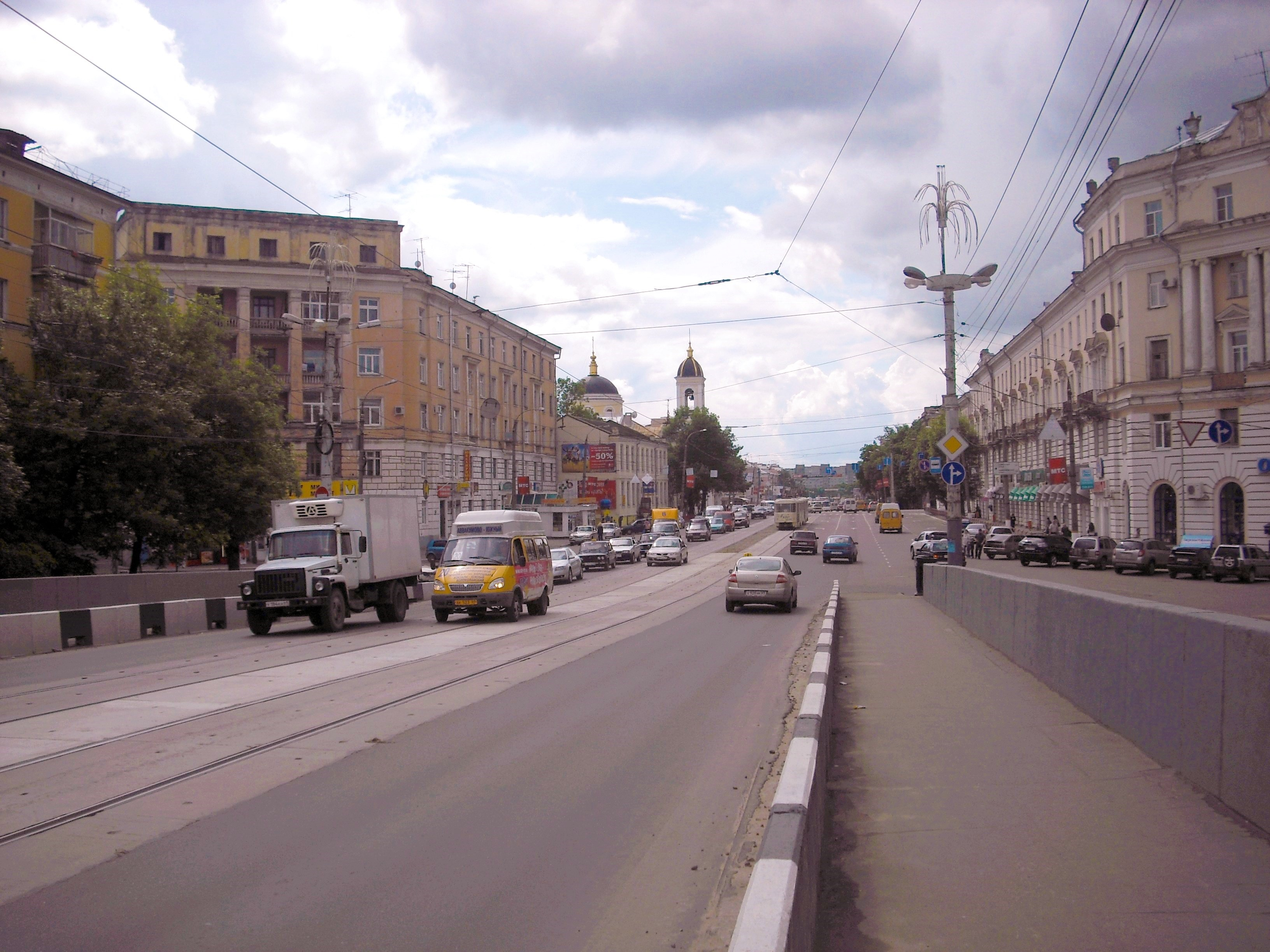
トヴェリ市街

ロシアの重要な工業都市のひとつで、鉄道列車製造、木材加工、繊維工業、化学工業などが盛ん。ロシア最大級の空軍輸送機基地・ミガロヴォ（Migalovo）が近郊にある。
2003年9月に、ウラジーミル・プーチン大統領とドイツのゲアハルト・シュレーダー首相とのあいだで、バイオマス発電についての共同開発をトヴェリを拠点として行なうことが約束された。
トヴェリは、トヴェリ国立大学をはじめ技術大学、医科大学、軍事大学、農業大学、様々な単科大学などの高等教育・研究機関が置かれ、モスクワの大学や研究所も支部をトヴェリに置いているところがある。

## 歴史

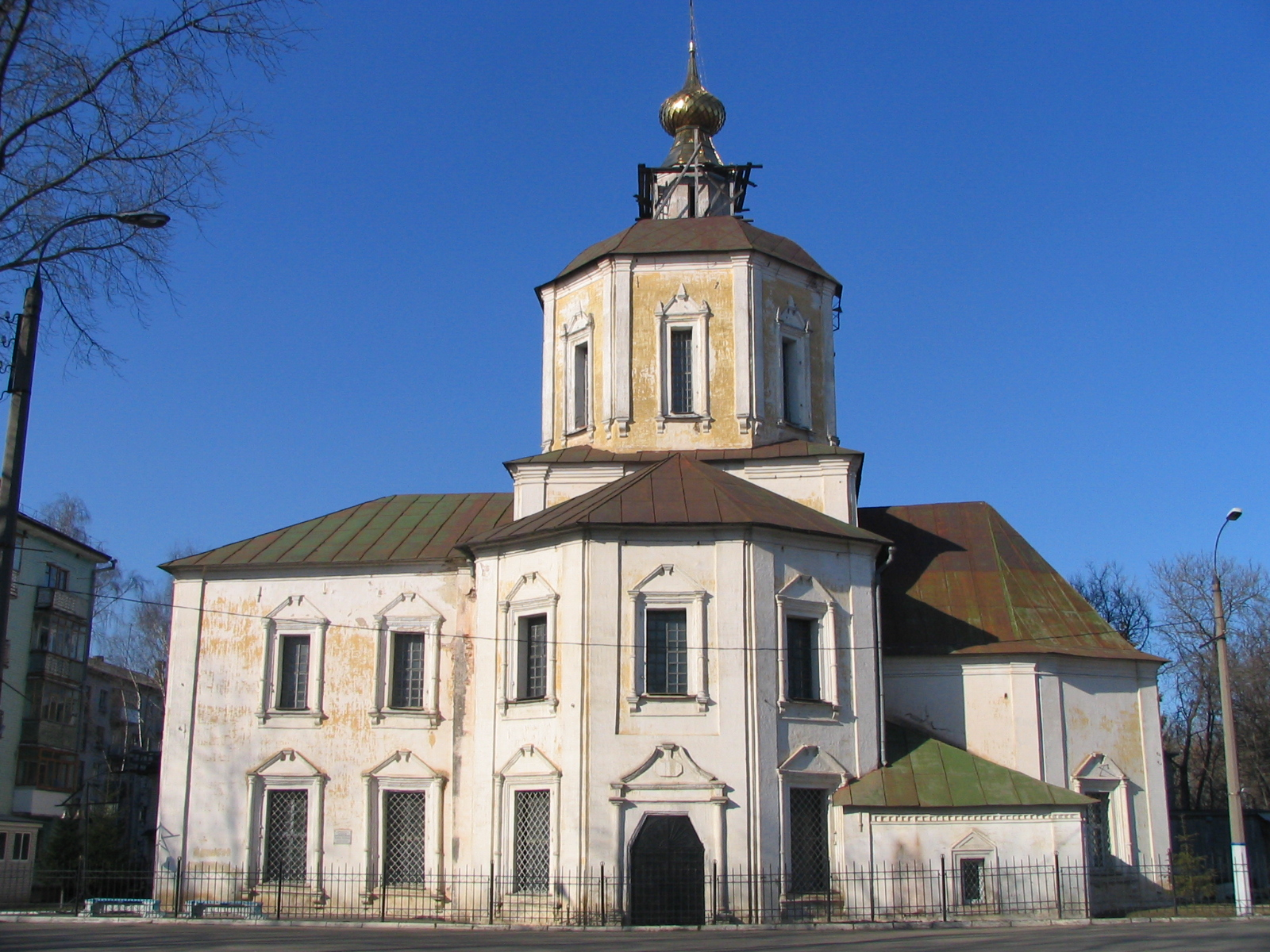
生神女就寝大聖堂（ウスペンスキー聖堂）

トヴェリの町は12世紀に興り、トヴェリの名の文献における初出は1164年に遡る。もとノヴゴロドの商人の小さな交易拠点であったトヴェリは1209年にウラジーミルの大公の手に渡った。1246年に英雄アレクサンドル・ネフスキーがトヴェリを弟のヤロスラフ・ヤロスラヴィチに与え、1247年よりトヴェリ公国の首都となり代々ヤロスラフの子孫が公の地位を継いだ。トヴェリ公国の公のうち4人は侵入してきたモンゴル人のジョチ・ウルス（キプチャク・ハン国）との戦いで戦死し、後にロシア正教会により列聖されている。
深い森と沼地だったトヴェリでは開墾が進み、トヴェリ公国はルーシ諸国の中でも有数の豊かさと人口を誇る強国となった。タタール人に襲撃されにくい西北に位置したため、荒廃の極にあったルーシ南部からは人口の流入も絶えなかった（スラヴ民族の北東ルーシへの移動）。13世紀の末にはモスクワに対抗してルーシの覇権を争う力をつけてきた。トヴェリもモスクワもロシアでは若い都市であり記録も少ない。

### トヴェリ大公

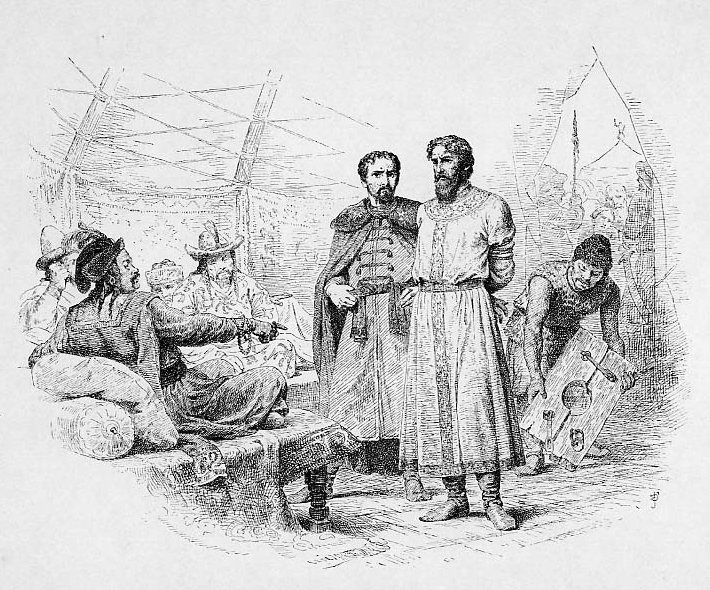
ミハイル・ヤロスラヴィチ（トヴェリのミハイル）。ジョチ・ウルスに殺された後、列聖され聖ミハイルとなった

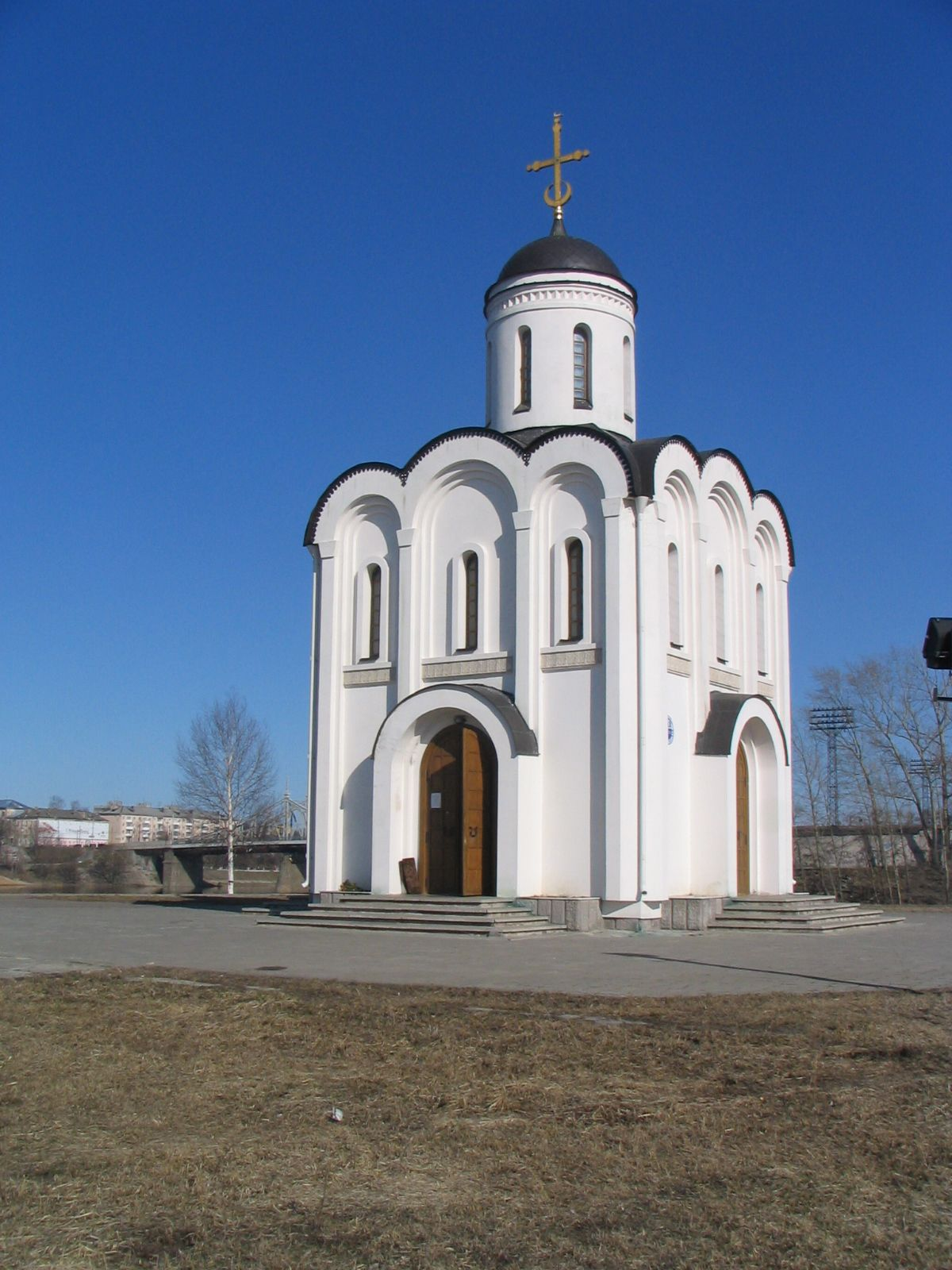
聖ミハイル聖堂

トヴェリ公国の祖であるヤロスラフ・ヤロスラヴィチの息子、ミハイル・ヤロスラヴィチ（トヴェリのミハイル）は1285年にトヴェリ公となりリトアニアやスウェーデンと戦い、1305年にはウラジーミル大公として戴冠し「全ルーシの大公」を自称した最初のトヴェリ大公となった。彼は中世ロシアでも最も敬愛を集めた君主であったが、ウズベク・ハン率いるジョチ・ウルスおよびその後ろ盾を受けたモスクワ公国と戦ったため、1318年にウズベク・ハンの首都サライで殺された。息子ドミトリー・ミハイロヴィチが跡を継ぎ、強国であったリトアニア大公国と組んでトヴェリ大公の力を高めた。

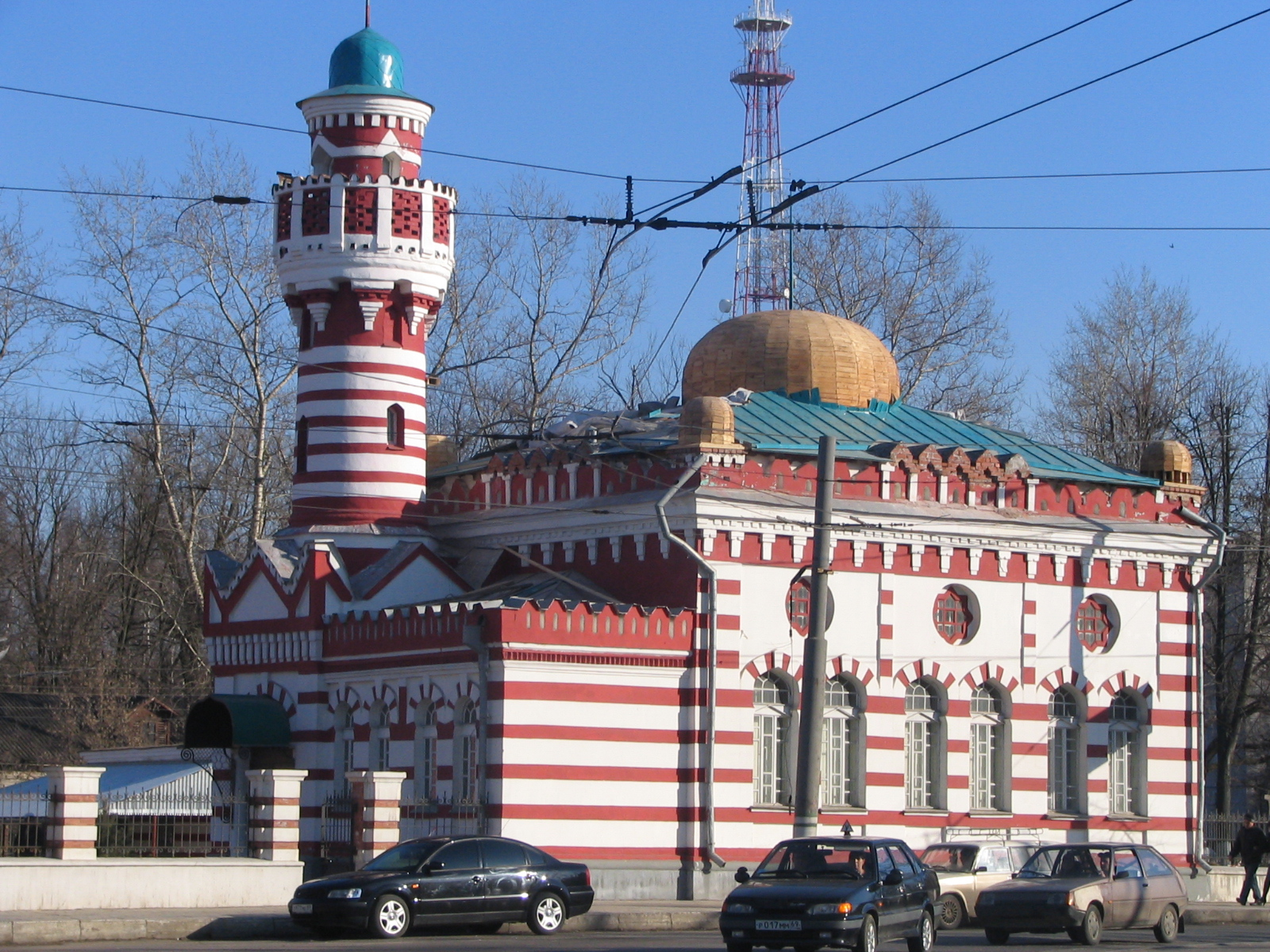
トヴェリのモスク

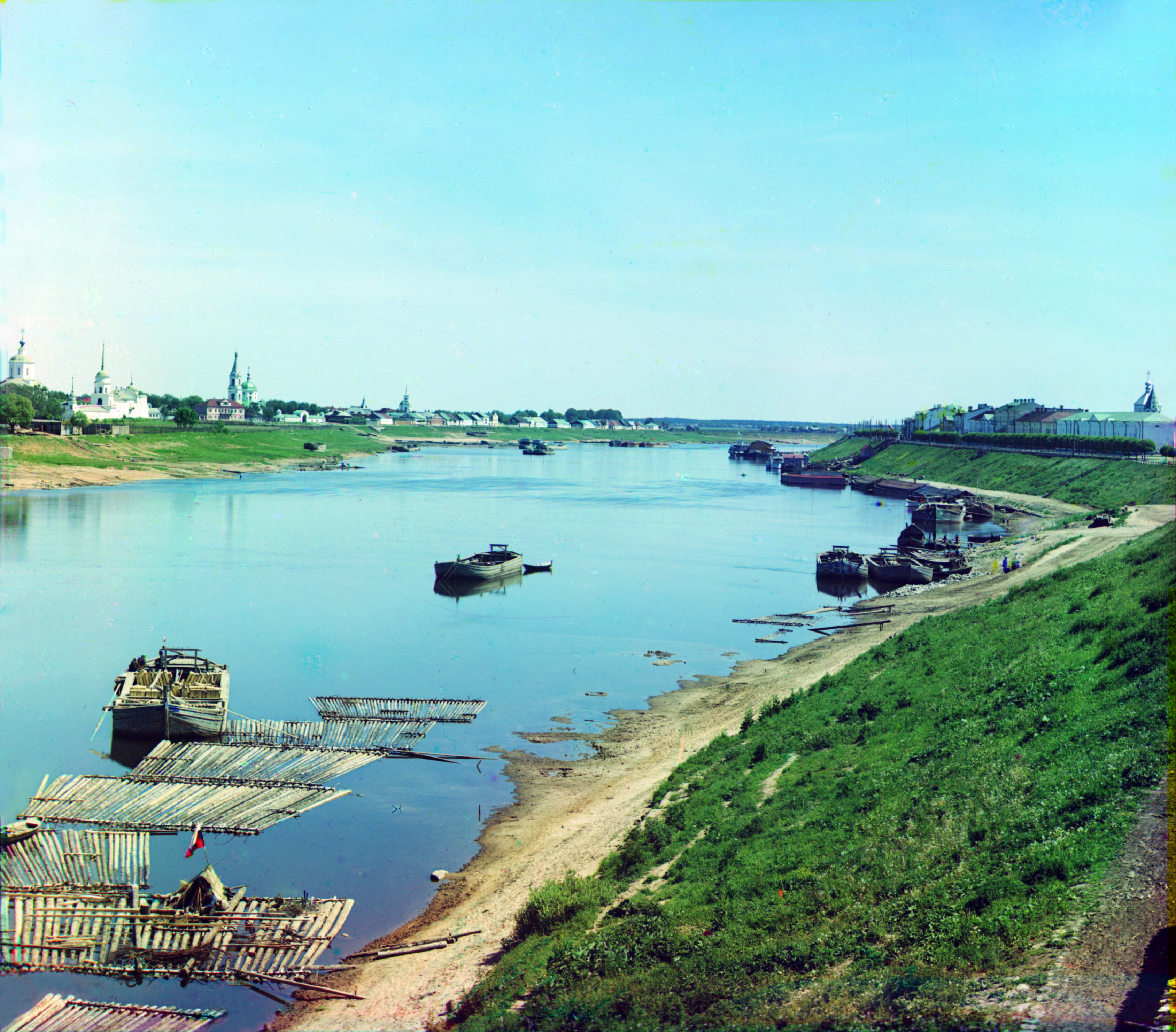
1910年のトヴェリとヴォルガ川の貯木場

ドミトリーはモスクワ大公ユーリー3世がロシアからジョチ・ウルスへの貢税2,000グリヴナを横領していることを知り、1322年にサライへ向かい、ウズベク・ハンにこの事を報告、ただちにユーリーは裁判のため召喚された。対して、ドミトリーは弟のアレクサンドル・ミハイロヴィチを用いてユーリーのサライへの上京を妨害、ユーリーのサライ到着を２年遅らせてハンのユーリーへの心象を悪化させることに成功する。これによりハンの後ろ盾を得たと確信したドミトリーは1324年11月にハンの眼前で直接ユーリーを殺害するという暴挙に走った。一方で、ドミトリーの力の伸長にいらだっていたユーリーの弟のイヴァン・カリタ公（イヴァン1世）の宮廷工作の結果もあり、この越権行為の責任を問われたドミトリーは1326年に27歳で処刑された。翌1327年、トヴェリでは代官としてウズベク・ハンが派遣した息子チョルの圧政に耐えかね、生神女就寝祭（8月15日）の日にタタールの圧制に対する民衆暴動「トヴェリ蜂起」が発生、チョルは本陣としていたトヴェリ公邸の火災によって焼死する。ジョチ・ウルスからのルーシ全域への報復を恐れた新モスクワ大公イヴァン1世はウズベク・ハンと大軍を率いてトヴェリの暴動を弾圧し、市民の多くを殺害・奴隷化・追放。この暴動に加担していた新トヴェリ大公アレクサンドルもプスコフへ逃亡した。この虐殺はトヴェリ大公国に対する致命傷となった。アレクサンドルはリトアニアの後ろ盾でイヴァン1世に再び対抗、プスコフ公位を得るなどしながら各地を転戦するものの、最終的には計略にかかりウズベク・ハンに処刑された。
ミハイル・アレクサンドロヴィチの治めた14世紀後半およびイヴァン・ミハイロヴィチが治めた15世紀前半、トヴェリ大公国は大公の地位を巡る争いでさらに弱体化した。カシン分領とホルム分領は大公家の分家であり、大公家とも激しく争った。この争いに対しモスクワ大公国が分領を支援して介入し、仲介にもあたった。
モスクワ大公ヴァシーリー2世の治世前半の1420年代から1450年代、モスクワ大公国では大公位をめぐる内戦が起き、トヴェリ大公国は再度重要な勢力として登場し、リトアニア大公国、ノヴゴロド公国、東ローマ帝国、ジョチ・ウルスなどと連合した。この時期、トヴェリ大公ボリス・アレクサンドロヴィチはアファナシイ・ニキチン（アタナシオス・ニキチン、Afanasiy Nikitin）を金やダイヤの探索のためインドに向かわせている。1466年から1472年までのニキチンの旅行記は、おそらくヨーロッパ人最初のインド旅行記であろう。1955年にはトヴェリのヴォルガ川沿岸にニキチン像が建てられている。

### トヴェリ公国の最後とロシア帝国

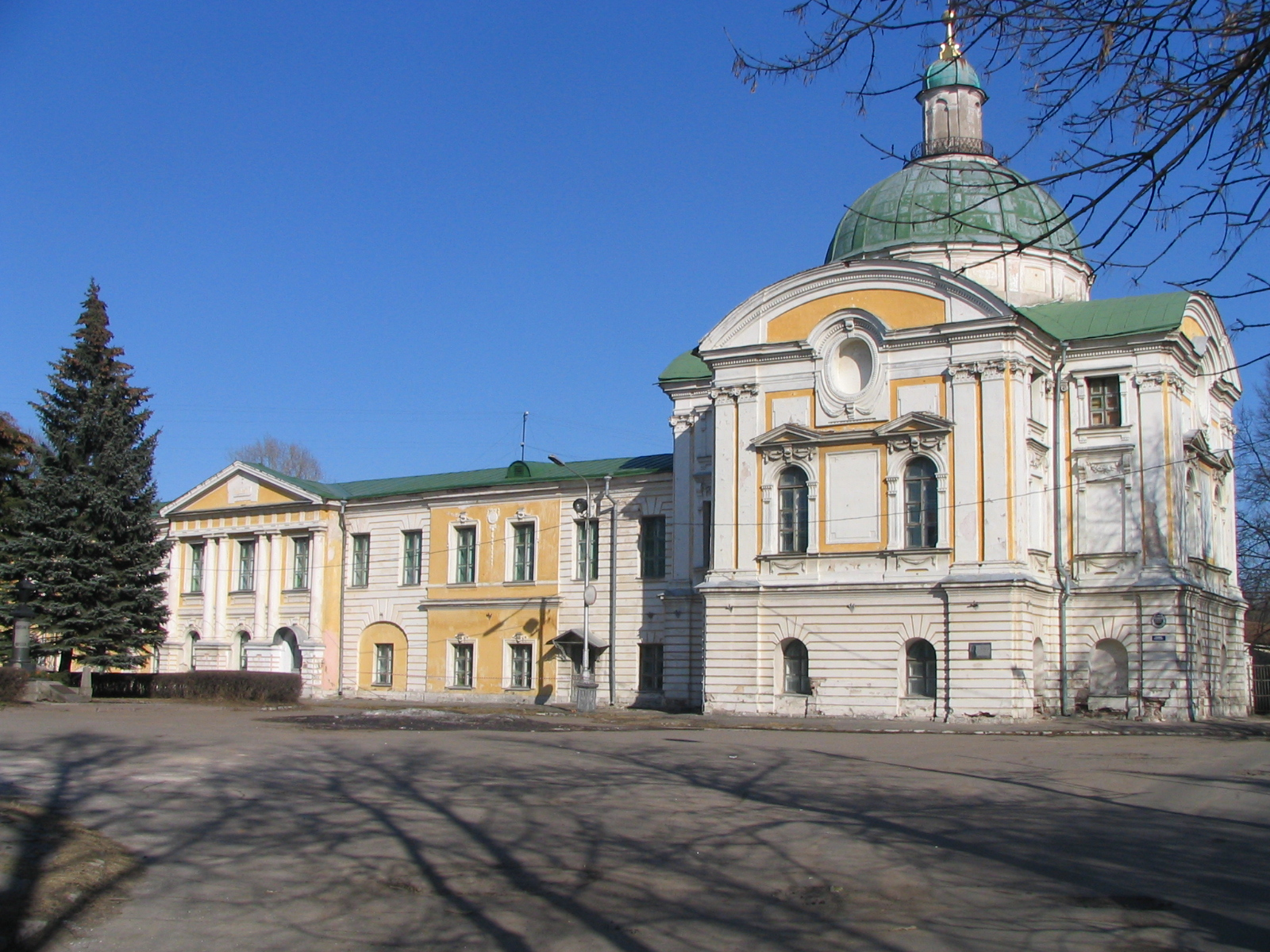
トヴェリ行宮

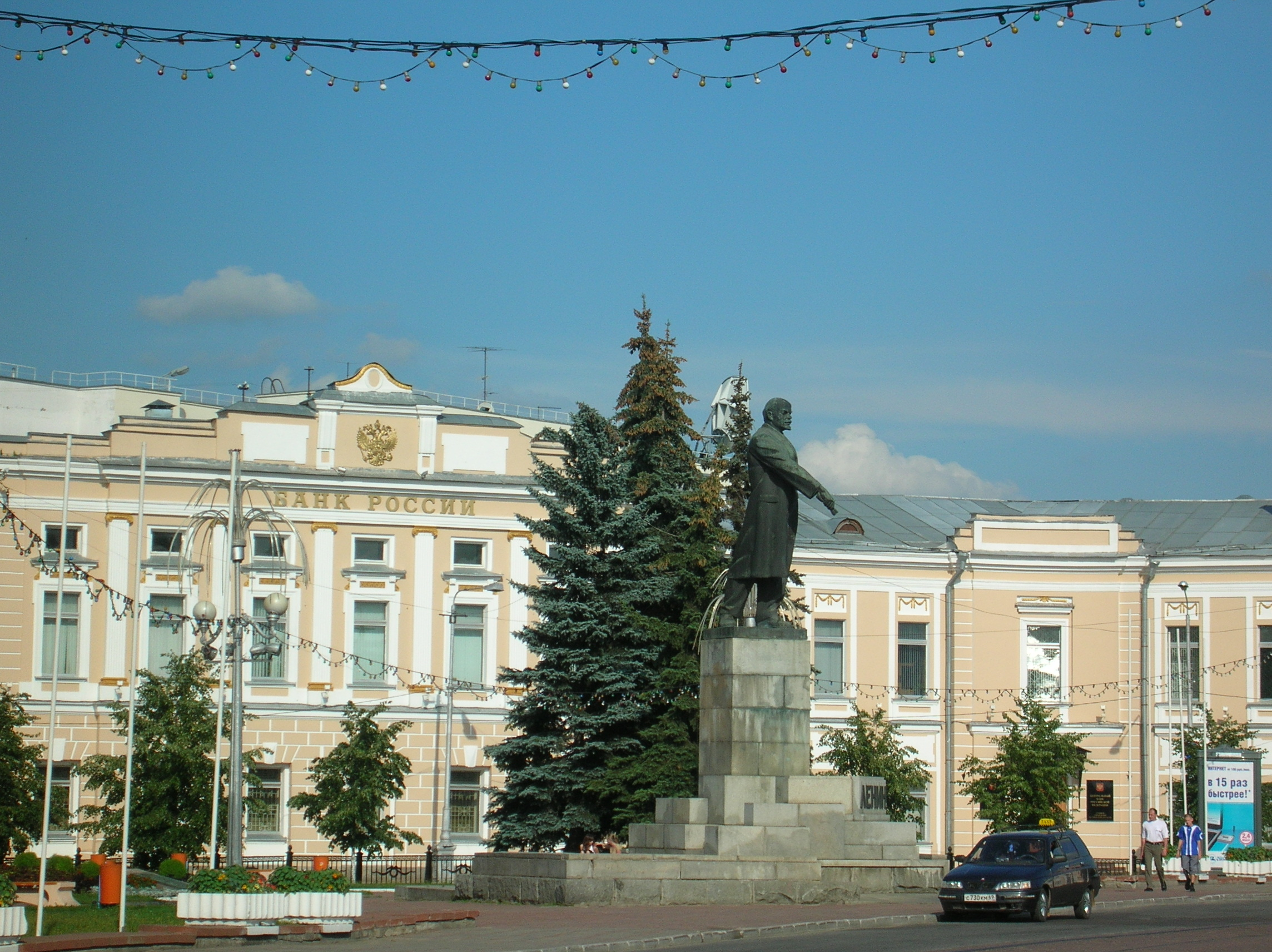
トヴェリ市街とレーニン像

1485年9月12日、イヴァン3世はついにトヴェリを占領し、トヴェリ大公国はモスクワ大公国に併合される。トヴェリはイヴァンの孫の属領として与えられ、その数十年後に廃位された。トヴェリ大公家の最後の子孫はイヴァン4世（イヴァン雷帝）の治世のオプリーチニナ制度の下で粛清された。トヴェリはカシモフ・ハン国の元ハンであるシメオン・ベクブラトヴィチに与えられ、その後の動乱時代を過ごした。シメオンの短い治世の名残は、トヴェリの28km北東のクシャリノ村の尖塔状の優美な教会堂に残っている。
しかしトヴェリは衰退から一転して成長に転ずる。新首都サンクトペテルブルクが建設されるとトヴェリはモスクワ＝ペテルブルク間の河川交通路・道路（後に鉄道）の主要な中継点となった。ロシア帝国の貴族や皇族、有名人らが両都を往復し、トヴェリに立ち寄った。
1763年の大火の後、大勢の犠牲者が出て荒廃したが、エカテリーナ2世により市街は再建され、新古典主義の街並みが新たに造られた。崩壊寸前の中世建築の廃墟は撤去され、新古典主義建築の建物に変わっていった。主なものは女帝の行宮（マトヴェイ・カザコフ設計）および主の昇天教会（リヴォフ公設計で1813年に献堂）である。

### ソ連時代

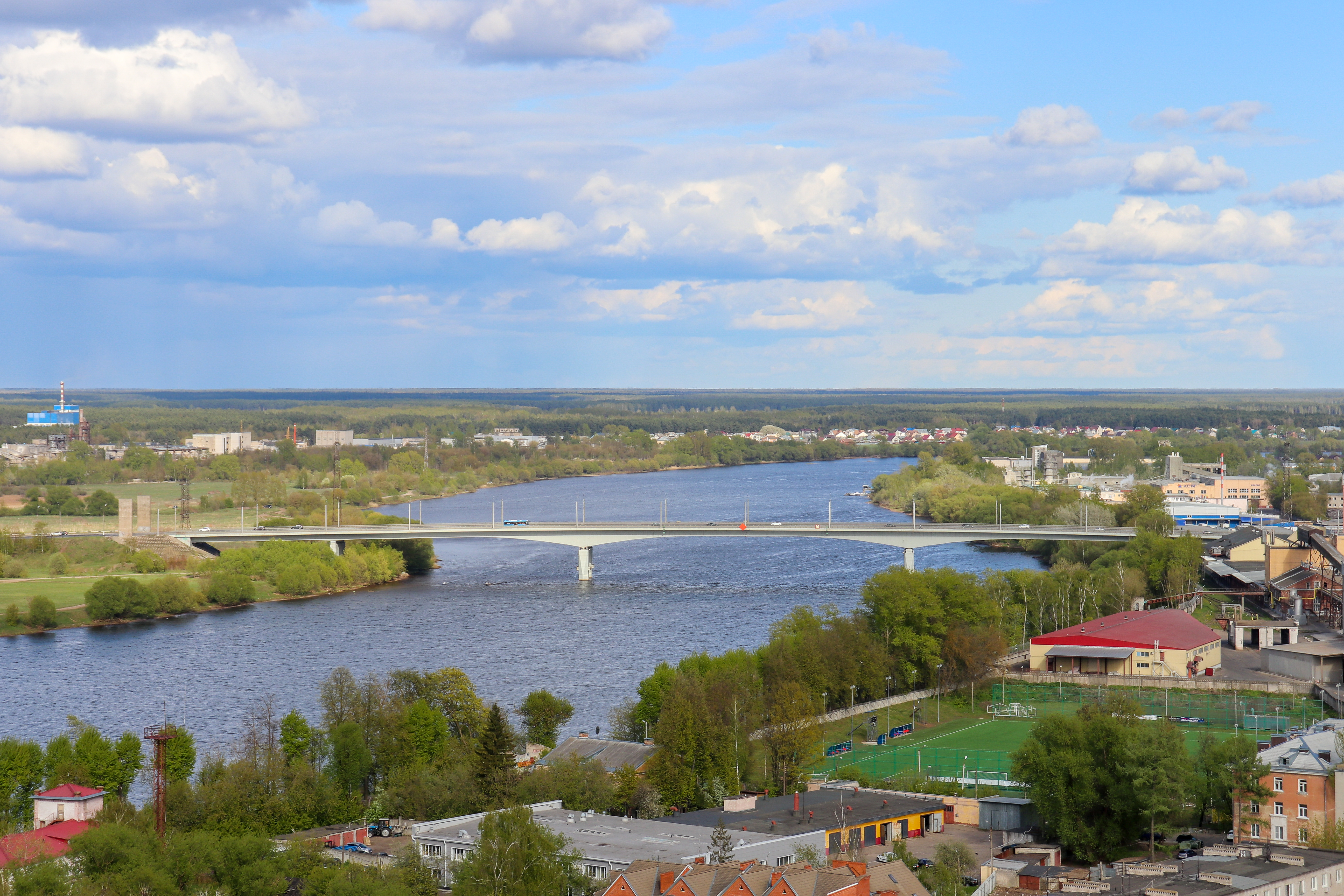
ヴォルガ川とトヴェリ東橋

1931年、トヴェリはこの地方で生まれた革命家ミハイル・カリーニンに因んでカリーニン市と改名された。ピョートル大帝時代以前（pre-Petrine）の最後の痕跡であった救世主聖堂は1936年に爆破され、1940年には近郊のオスタシコフで内務人民委員部（NKVD）により6200人以上のポーランド人警官や囚人らが処刑された。
1941年の2ヵ月間、独ソ戦によりドイツ国防軍がカリーニンを2か月ほど占領し、市街は廃墟と化した。大規模なレジスタンスが市街と近郊で起こり、ドイツ軍は3万人の損害を出したとされる。カリーニンはヨーロッパで最初にドイツ軍から解放された大都市となった。
冷戦時にはクリュチコヴォ空軍基地があったが、冷戦後に廃止された。1990年に市の名前はトヴェリに戻された。
郊外にある白い至聖三者教会（1564年）を除き、現在のトヴェリには中世の歴史を語る建物は残っていない。市街地や橋、河岸にはエカテリーナ2世時代の新古典主義建築とソビエト時代の建築がならんでいる。

## 友好都市

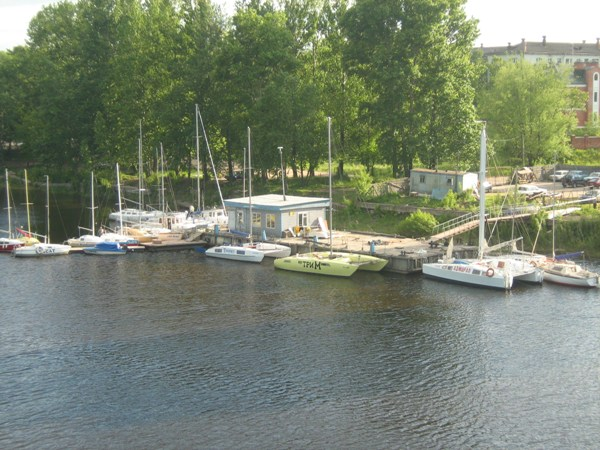
トヴェルツァ川のボート乗り場

- オスナブリュック（ドイツ）
- バッファロー（アメリカ合衆国）
- ベルガモ（イタリア）
- カポシュヴァール（ハンガリー）
- ヴェリコ・タルノヴォ（ブルガリア）
- ブザンソン（フランス）
- ルブリン（ポーランド）
- ハメーンリンナ（フィンランド）
- 営口（中華人民共和国）

## 有名な出身者
- ミハイル・サルトィコフ＝シチェドリン（小説家）
- アンドレーイ・トゥーポレフ（航空機の設計者、近郊で生まれトヴェリで学ぶ）
- ミハイル・バクーニン（ロシア帝国の革命家）
- ボリス・プーゴ（ソ連後期の政治家）
- レオニド・スコトニコフ（国際司法裁判所の裁判官）
- アレクサンドル・スミルノフ（男子フィギュアスケート選手）
- クセニア・シニツィナ（女子フィギュアスケート選手）